# Robert Ballard (oceanograf)
Robert "Bob" Duane Ballard (ur. 30 czerwca 1942 w Wichita) – amerykański geolog morski, oceanograf, archeolog podmorski i poszukiwacz wraków, znany badacz głębin morskich.

## Życiorys
Oficer Marynarki Wojennej Stanów Zjednoczonych. Profesor oceanografii Uniwersytetu Rhode Island. Związany z Woods Hole Oceanographic Institution. Od lat współpracuje z National Geographic. Zyskał sławę, odkrywając w 1985 wrak „Titanica” i w 1989 wrak niemieckiego pancernika „Bismarck” zatopionego w 1941 przez flotę brytyjską na Atlantyku.
Inne znaczące znaleziska Ballarda to w 1998 wrak amerykańskiego lotniskowca „Yorktown”, zatopionego w 1942 przez Japończyków w bitwie pod Midway oraz w 2002 wrak kutra torpedowego PT-109, na którym służył późniejszy prezydent USA – John F. Kennedy.
W 1993 badał również wrak zatopionego przez niemiecki okręt podwodny U-20 liniowca „Lusitania”. Na zlecenie US Navy poszukiwał i prowadził badania amerykańskich atomowych okrętów podwodnych „Tresher” i „Scorpion”, które uległy katastrofom w latach 60. XX w. w głębinach Oceanu Atlantyckiego.
Ballard zajmował się również problemem legendarnego potopu, szukając dowodów na poparcie tezy, że potopem było przedarcie się wód Morza Śródziemnego do Morza Czarnego 7500 lat temu, gdy Morze Czarne było słodkowodnym jeziorem. Teza ta jest obecnie przedmiotem kontrowersji w świecie nauki.